# Aporosa cardiosperma
Aporosa cardiosperma är en emblikaväxtart som först beskrevs av Joseph Gaertner, och fick sitt nu gällande namn av Elmer Drew Merrill. Aporosa cardiosperma ingår i släktet Aporosa och familjen emblikaväxter. Inga underarter finns listade i Catalogue of Life.

## Bildgalleri

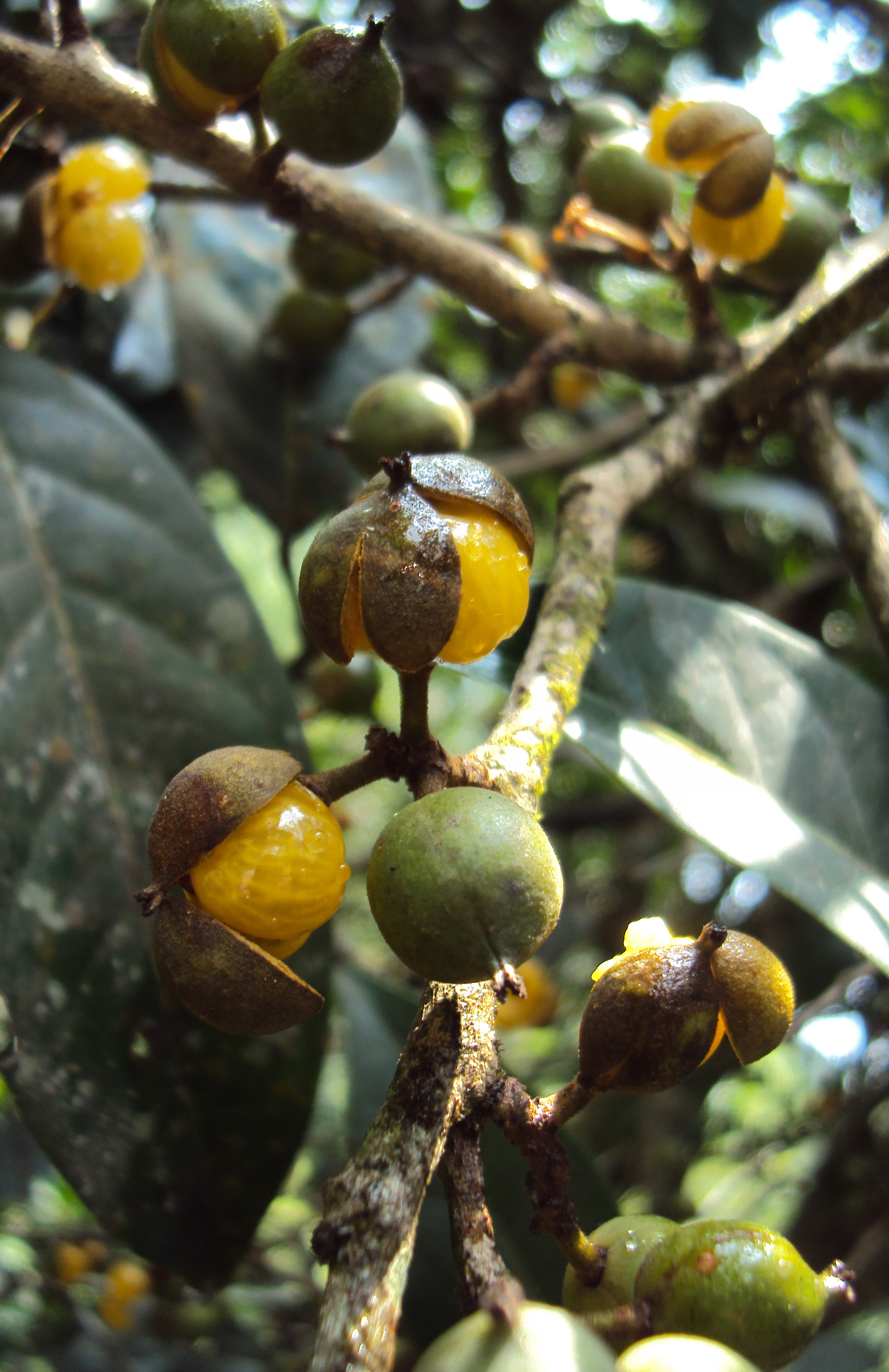
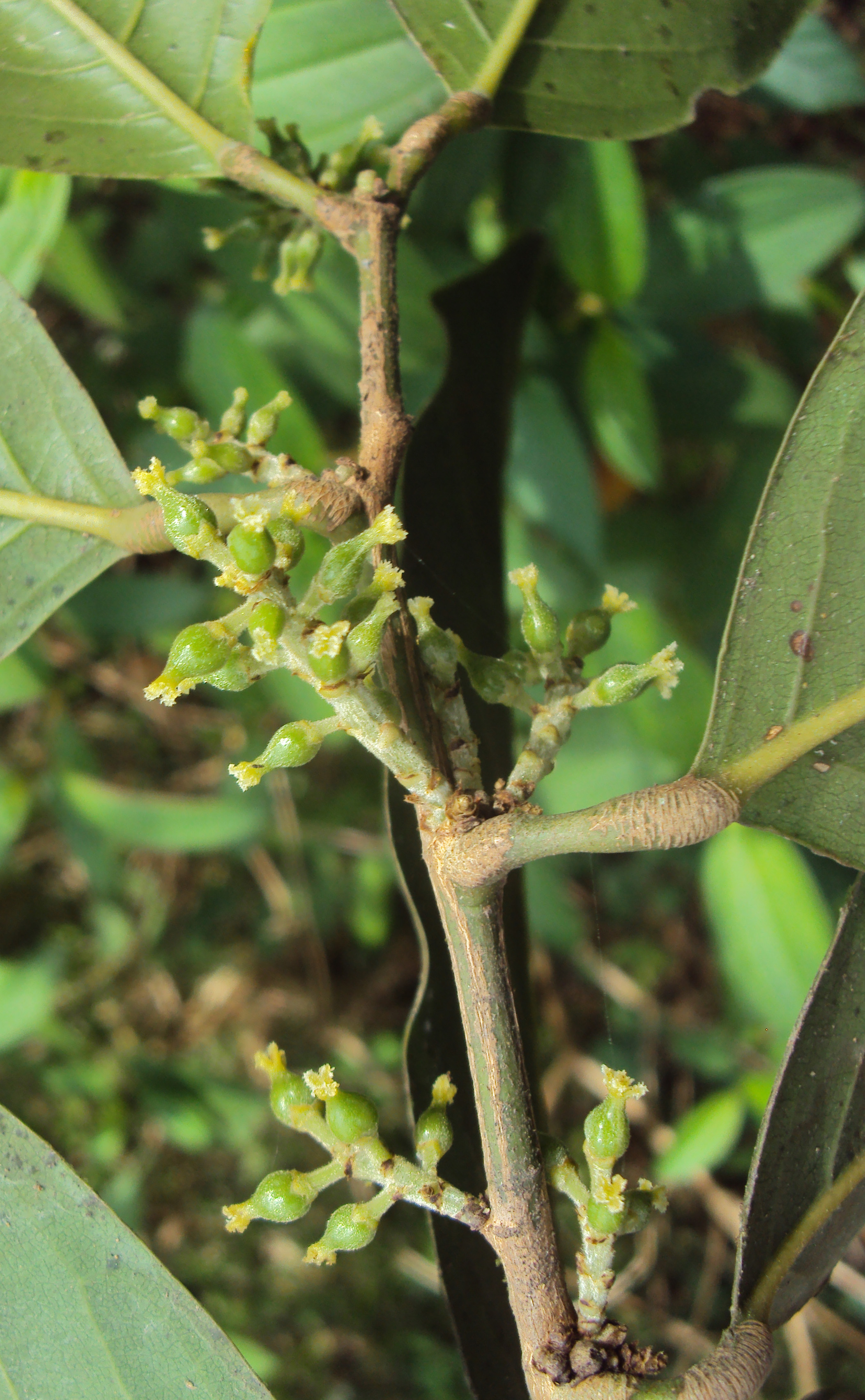
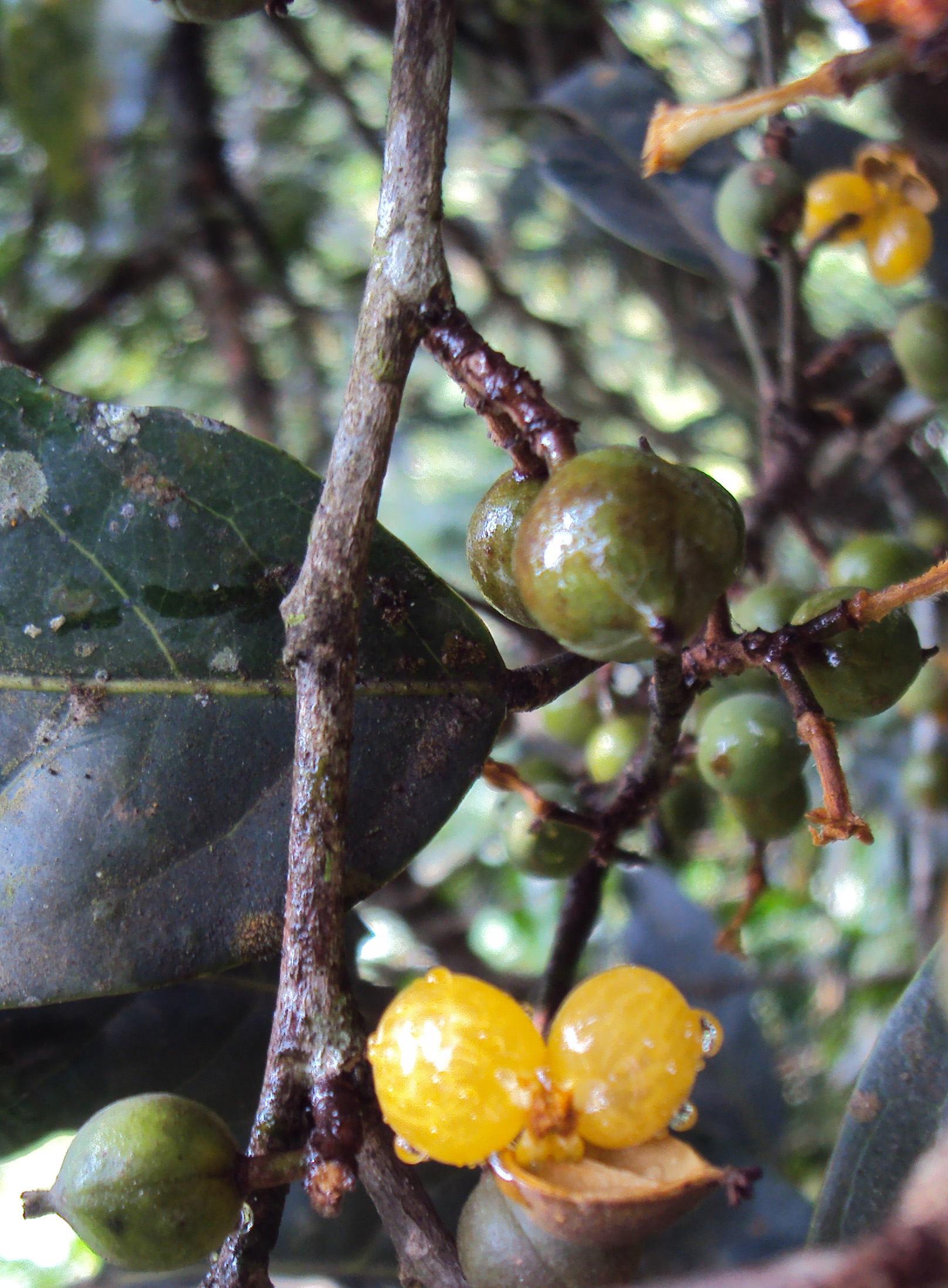
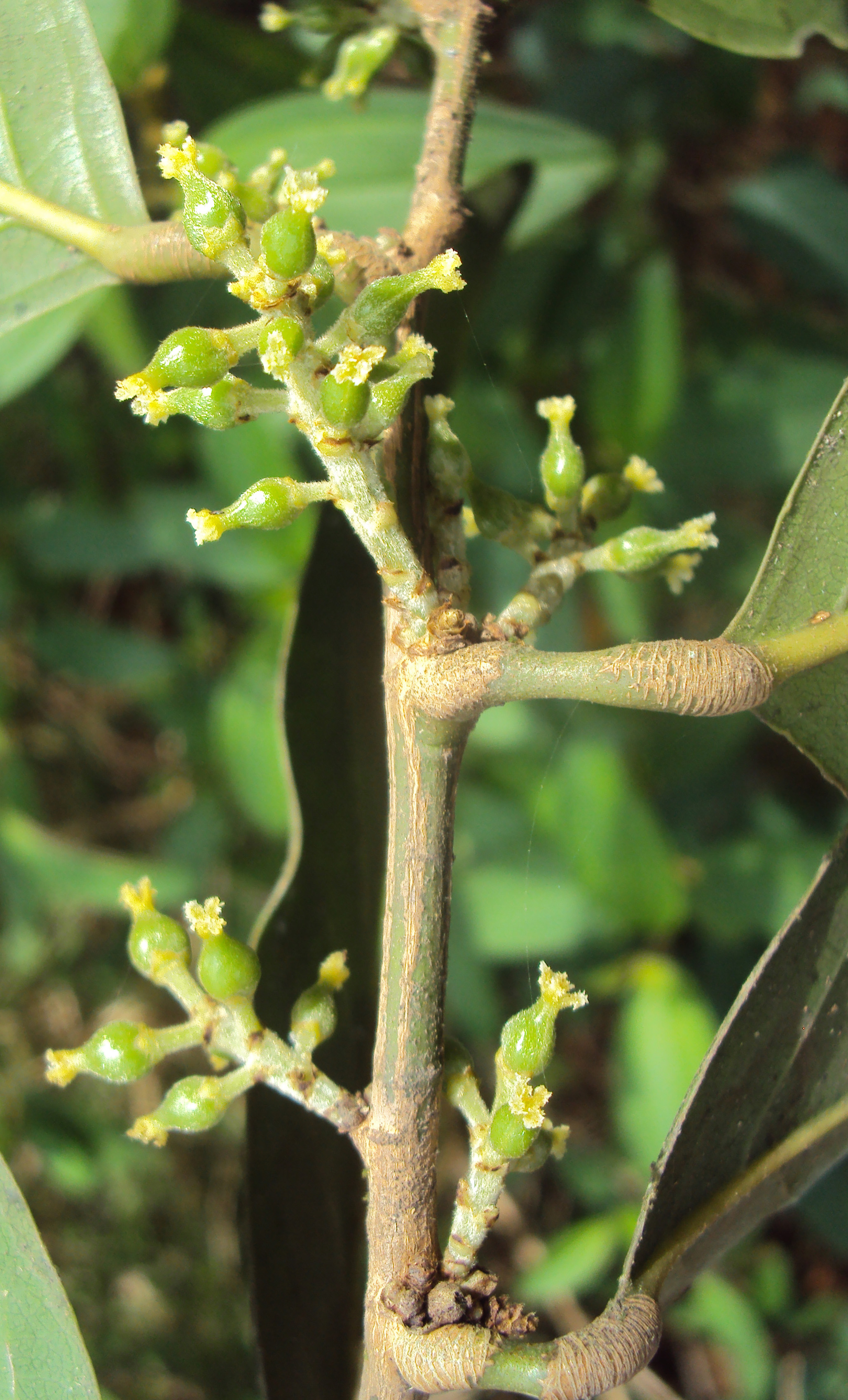